# Железнодорожная Казарма 193 км
Железнодоро́жная Каза́рма 193 км, 193 км  — населённый пункт в Первомайском районе Алтайского края России. Входит в состав Сибирского сельсовета.

## География
Населённый пункт находится в северо-восточной части края, на равнинной местности, при остановочном пункте 193 км Западно-Сибирской железной дороги.
Климат
Климат континентальный. Продолжительность периода с устойчивым снежным покровом составляет 160—170 дней, абсолютный минимум температуры воздуха достигает −50 °C. Средняя температура января −19,9 °C, июля +19 °C. Безморозный период длится 110—115 дней, абсолютный максимум температуры воздуха достигает +33-35 °C. Годовое количество атмосферных осадков — 360 мм.
Уличная сеть
В посёлке одна улица — Лесная.
Расстояние до
- районного центра Новоалтайск: 23 км.
- краевого центра Барнаул: 51 км.

Ближайшие населенные пункты
Боровиха, Сибирский, Костяки.

## История
Поселение возникло как место жительства обслуживающего персонала железной дороги и станции. Со строительством новой ветки железной дороги остановочный пункт 193 километр перестал быть оживленным участком. В основном, происходит движение пригородных поездов.

## Население
| 1997 | 1998 | 1999 | 2000 | 2001 | 2002 | 2003 | 2004 | 2005 | 2006 | 2007 | 2008 |
| ---- | ---- | ---- | ---- | ---- | ---- | ---- | ---- | ---- | ---- | ---- | ---- |
| 41   | ↘35  | ↘34  | ↗35  | ↘34  | ↗36  | ↘35  | ↗41  | ↘38  | ↘35  | →35  | ↘27  |
| 2009 | 2010 | 2011 | 2012 | 2013 |      |      |      |      |      |      |      |
| ↗30  | ↗35  | ↘33  | ↘31  | ↗33  |      |      |      |      |      |      |      |

Национальный состав
Согласно результатам переписи 2002 года, в национальной структуре населения русские составляли 89 % от 36 чел.

## Инфраструктура
Путевое хозяйство Западно-Сибирской железной дороги.
Все услуги жители остановочного пункта получают в ближайших населённых пунктах.

## Транспорт
Станцию соединяет с районным и областным центром железная дорога, федеральная автомагистраль М52 Чуйский тракт(Новосибирск—Бийск—Монголия) и сеть региональных автодорог.